# Amunicja przeciwpancerna

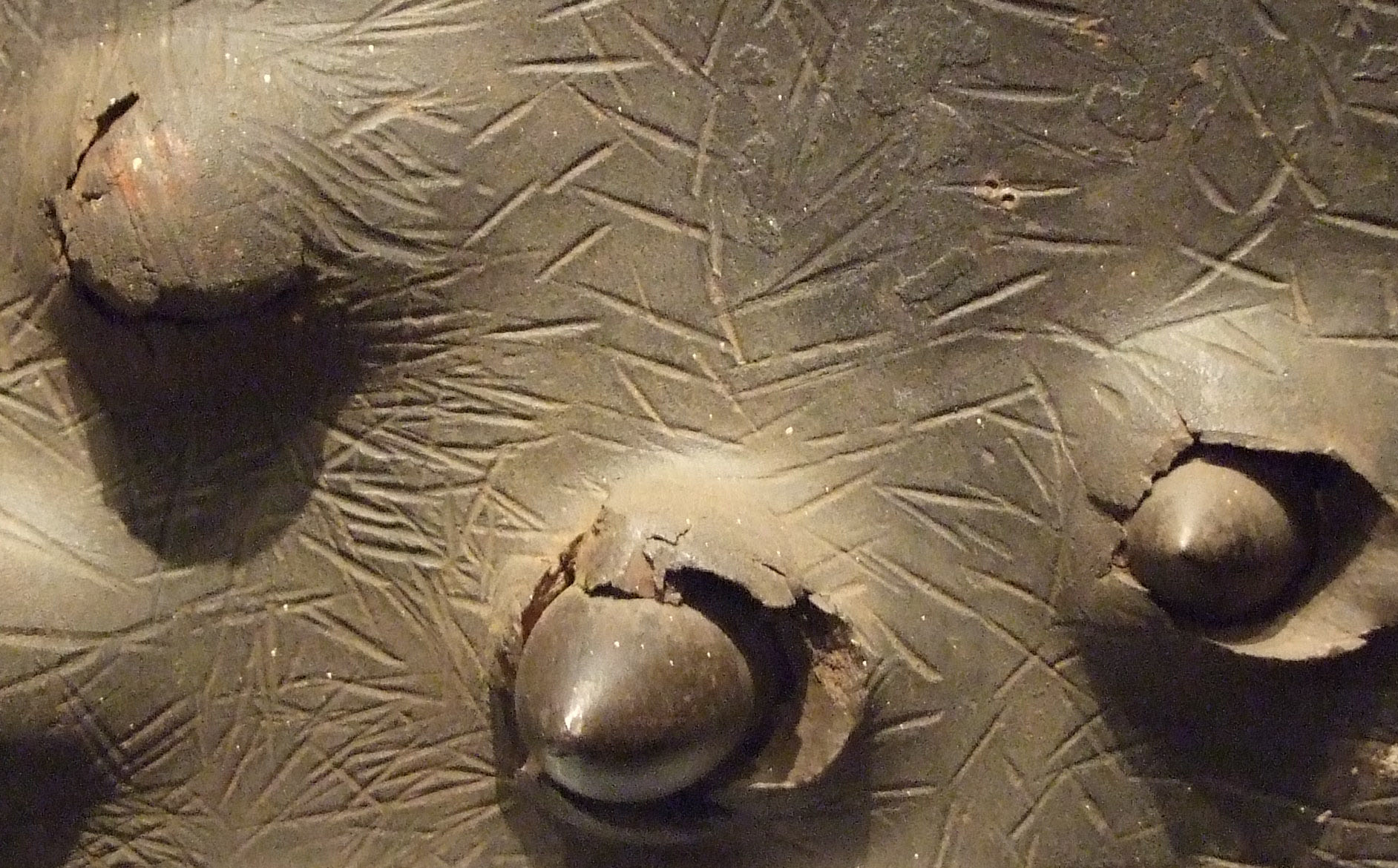
Płyta pancerna przebita pociskami przeciwpancernymi armaty 2-funtowej

Amunicja przeciwpancerna – termin określający ogół pocisków artyleryjskich, rakiet, min, granatów oraz pocisków wystrzeliwanych z broni strzeleckiej przeznaczonych do rażenia celów opancerzonych – czołgów, opancerzonych wozów bojowych oraz umocnień. Celem tego rodzaju pocisków jest przebicie jak najmocniejszego pancerza. Głównym czynnikiem rażącym większości rodzajów amunicji przeciwpancernej jest ich energia kinetyczna.

## Rodzaje pocisków przeciwpancernych

### Pełnokalibrowy
- ang. AP, armour piercing
- Najprostsza odmiana amunicji przeciwpancernej, pocisk zbudowany jest ze specjalnie utwardzonego metalu, którego zadaniem jest przebicie pancerza. Podstawową wadą takiej amunicji jest to, że bardzo twarde, ale kruche, pociski mogą się łamać, rozpryskiwać na pancerzu, nie przebijając go. Niektóre rodzaje są dodatkowo wyposażone w niewielki ładunek kruszący, który detonuje w momencie uderzenia lub z niewielkim opóźnieniem, powodując większe zniszczenia. Takie pociski są określane w terminologii angielskiej jako APHE, Armour Piercing High Explosive.

### Pełnokalibrowy z czepcem
- ang. APC, Armour Piercing, Capped
- Aby zapobiegać ewentualnemu rozpryskiwaniu się pocisku na pancerzu, jego nos jest pokryty czepcem z miękkiego metalu, którego zadaniem jest osłabienie niekorzystnych zjawisk występujących podczas uderzenia w pancerz.

### Pełnokalibrowy z czepcem i czepcem balistycznym
- ang. APCBC, Armour Piercing, Capped, with Ballistic Cap
- Czepiec wprowadzony w pociskach APC poprawił przebijalność pancerza, ale miał ujemny wpływ na zasięg broni, jako że stawiał większy opór powietrza w locie. Aby temu zapobiec dodano czepiec balistyczny – specjalnie wyprofilowany nos zmniejszający opór powietrza i poprawiający osiągi balistyczne pocisku.

### Podkalibrowy z odrzucanym sabotem
- ang. APDS, Armour Piercing Discarding Sabot
- Ze wzrostem kalibru armaty rośnie też ciężar pocisku i coraz trudniej jest nadać mu odpowiednią prędkość wylotową. Jednym z rozwiązań tego problemu jest tak zwana amunicja podkalibrowa z odrzucanym sabotem (ang. Armour Piercing, Discarding Sabot). Pocisk podkalibrowy ma znacznie mniejszą średnicę (kaliber) niż lufa armaty i otoczony jest sabotem, czyli specjalnym pierścieniem lub "koszulką" stabilizującą go w przewodzie lufy i zapobiegającą uciekaniu gazów prochowych nadających pociskowi energię kinetyczną. Sabot odpada od pocisku w momencie opuszczenia lufy. W porównaniu z pociskami przeciwpancernymi pełnokalibrowymi, pociski podkalibrowe charakteryzują się mniej więcej dwukrotnie większą przebijalnością pancerza. Po raz pierwszy amunicję tego rodzaju opracowano w roku 1944 dla angielskich armat przeciwpancernych kalibru 57 mm i 76,2 mm.

### Podkalibrowy stabilizowany brzechwowo z odrzucanym sabotem, (ze smugaczem)

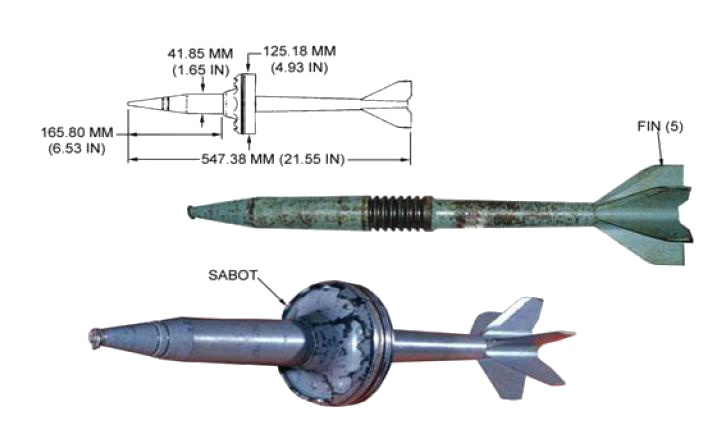
Radziecki pocisk APFSDS typu BM15 kalibru 125 mm

- ang. APFSDS-(T), Armour-piercing, fin stabilised, discarding sabot, (with tracer)
- Nowoczesna odmiana pocisków podkalibrowych przystosowana do strzelania z dział gładkolufowych. Pociski tego typu przypominają wyglądem strzałę z ostrym nosem, stabilizowaną w locie przez stateczniki, znajdujące się w tylnej części pocisku. Zazwyczaj produkowane są z bardzo twardego, ciężkiego metalu jak wolfram lub uran zubożony. Do tej kategorii należą amerykańskie pociski M827 i M829 wystrzeliwane z armaty M256 stosowanej w czołgach M1 Abrams w wersjach A1 i A2, także niemiecki DM33 i DM43.

### Pełnokalibrowy z rdzeniem

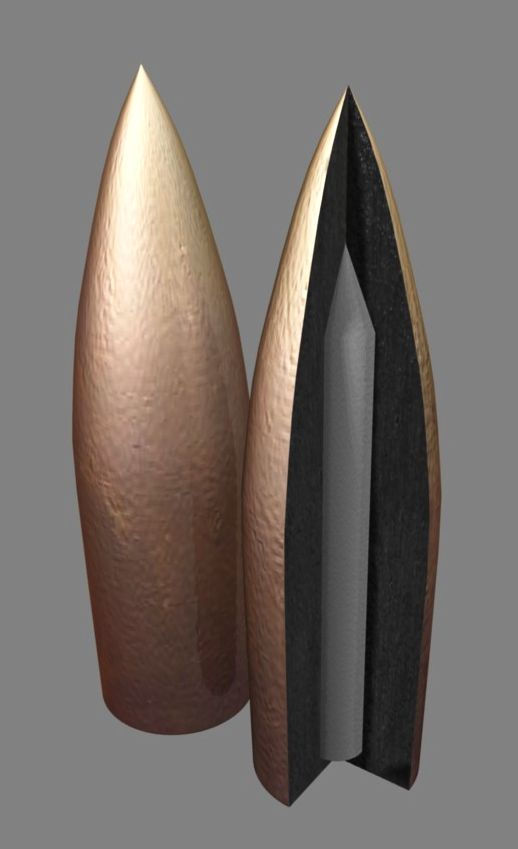
Pocisk pełnokalibrowy z rdzeniem

- ang. APCR, Armour Piercing, Composite Rigid
- Odmiana pocisku podkalibrowego opracowana nieco wcześniej niż APDS, ale z zewnątrz przypominająca zwykłe pociski pełnokalibrowe. Wykonany z twardego i ciężkiego metalu rdzeń otoczony jest miękkim, lekkim płaszczem, który nie jest odrzucany w locie. Podczas lotu oraz w momencie uderzenia w cel warstwa zewnętrzna spełnia podobną rolę jak czepiec i czepiec balistyczny.

### Kumulacyjny

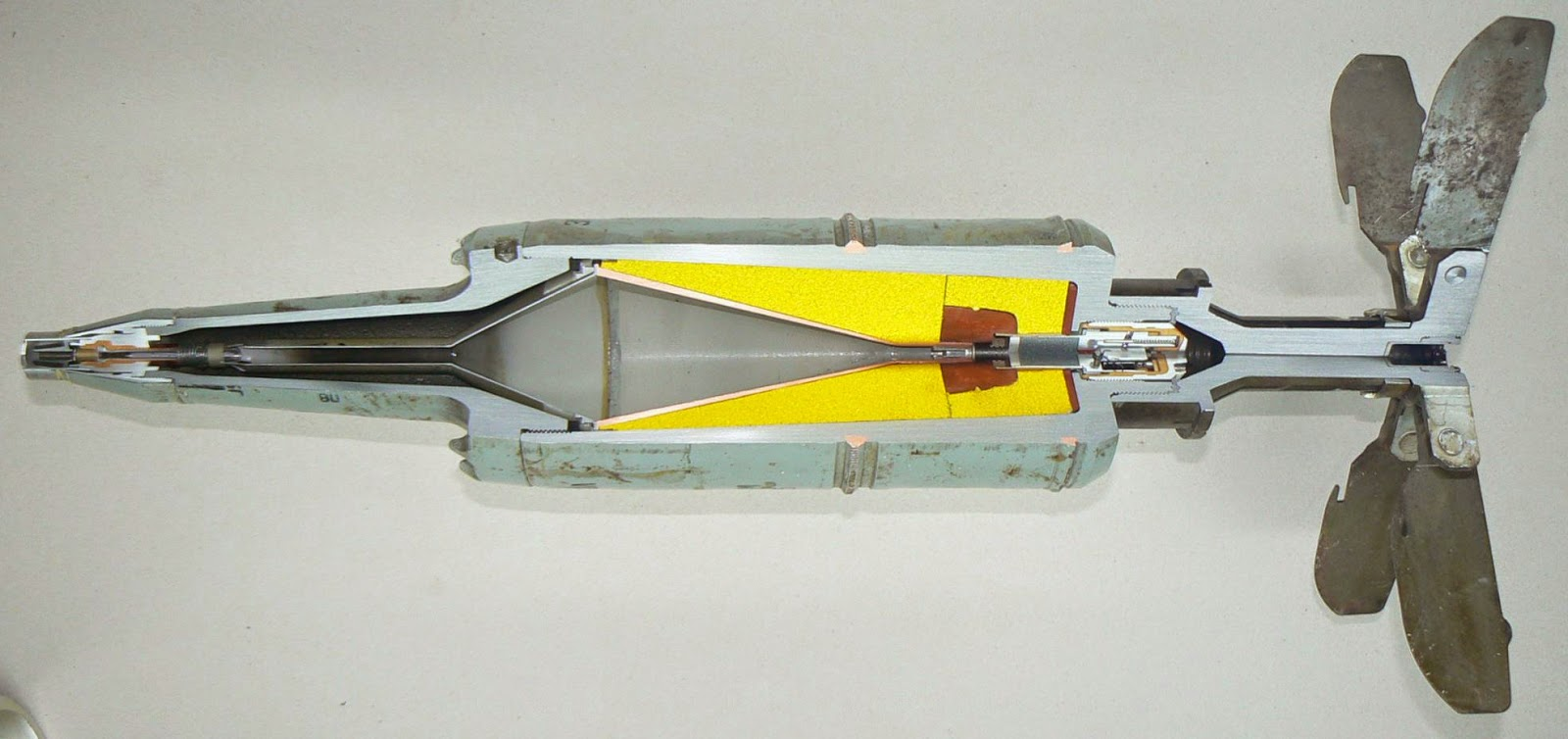
Przekrój pocisku kumulacyjnego

- ang. HEAT, High Explosive, Anti-Tank
- Idea ładunku kumulacyjnego wymyślona w XIX w. została zastosowana w praktyce w pociskach używanych podczas II wojny światowej. Pociski z ładunkiem kumulacyjnym mogą być wystrzeliwane z działa lub dostarczane do celu przy użyciu napędu rakietowego lub niewielkiego ładunku miotającego. Najbardziej znane uzbrojenie wykorzystujące efekt kumulacyjny to niemieckie Panzerfaust i Panzerschreck, brytyjskie PIAT, polski RPG-76 Komar, sowiecki RPG-7 czy amerykańskie Bazooka i LAW. W przypadku stosowania pocisków kumulacyjnych nie można stosować stabilizacji ruchem obrotowym, gdyż znacznie zmniejsza to ich skuteczność, ruch wirowy bowiem powoduje rozpraszanie się wiązki kumulacyjnej. Stosuje się stabilizację aerodynamiczną albo inne środki stabilizacji toru lotu. Środkiem obronnym jest stosowanie pancerzy wielowarstwowych, odpowiednie kształtowanie pancerza, aby rozproszyć wyzwoloną energię, jak i pancerzy reaktywnych (np. stosowany w czołgu PT-91 pancerz ERAWA). Obecnie stosowane są pociski kumulacyjne w układzie tandemowym, które są znacznie skuteczniejsze przeciw pancerzowi reaktywnemu.

### Przeciwpancerny pocisk odkształcalny
- ang. HESH, High Explosive Squash Head
- Pocisk taki składa się z cienkościennej skorupy wypełnionej plastycznym materiałem wybuchowym i zapalnika dennego. W momencie trafienia w cel plastyczny materiał wybuchowy tworzy na nim płaski placek, który jest detonowany przez zapalnik. Powstające w wyniku wybuchu fale uderzeniowe po wniknięciu w pancerz interferują w pobliżu jego wewnętrznej powierzchni, skutkiem czego powstają naprężenia. W ich wyniku od wewnętrznej strony pancerza powstają odpryski, skutecznie rażące wnętrze wozu bojowego. Pierwszy raz zastosowany w latach 40. XX w. Obecnie słabo skuteczny przeciwko nowoczesnemu pancerzowi wielowarstwowemu, lecz z powodzeniem stosowane przeciwko różnego rodzaju umocnieniom i elementom fortyfikacji, np. przeciw murom.

| Grafika | Nazwa | Opis                                      |
| ------- | --- | ----------------------------------------- |
|         | AP (armour piercing) pełnokalibrowy                                                                                   |                                           |
|         | APC (Armour Piercing, Capped) pełnokalibrowy z czepcem                                                                | Szary: czepiec                            |
|         | APBC (Armour Piercing, with Ballistic Cap) pełnokalibrowy z czepcem balistycznym                                      | Biały: czepiec balistyczny                |
|         | APCBC (Armour Piercing, Capped, with Ballistic Cap) pełnokalibrowy z czepcem i czepcem balistycznym                   | Szary: czepiec Biały: czepiec balistyczny |
|         | APCR (Armour Piercing, Composite Rigid) pełnokalibrowy z rdzeniem                                                     | Niebieski: twardy rdzeń                   |
|         | APHE (Armour Piercing High Explosive) przeciwpancerno-odłamkowy                                                       | czerwony: materiał wybuchowy              |
|         | APDS (Armour Piercing Discarding Sabot) podkalibrowy z odrzucanym sabotem                                             | Niebieski: penetrator Brązowy: sabot      |
|         | APFSDS (Armour-piercing, fin stabilised, discarding sabot) podkalibrowy stabilizowany brzechwowo z odrzucanym sabotem | Niebieski: penetrator Brązowy: sabot      |